# 塔吉克苏维埃社会主义共和国国旗
塔吉克蘇維埃社會主義共和國國旗（俄语：Флаг Таджикской ССР）是為蘇聯加盟共和國塔吉克蘇維埃社會主義共和國使用的國旗。第一版啟用於1929年2月23日，而最後一個版本啟用於1953年3月20日。
最初的國旗左上角為國徽，後來改為國名塔吉克語和俄語縮寫，以後而加上鐮刀和錘子圖案。最後一個版本仿照蘇聯國旗，下半部有白綠二色橫條。白色象征纯洁，绿色象征大自然的赋予最为神圣。紅—白—綠—紅的比例為5：2：1：2。該旗曾是塔吉克斯坦國旗的基礎。蘇聯瓦解前夕去掉了鐮刀錘子和五角星，成為早期的塔吉克斯坦國旗。
|  | 1924-1929                    | 塔吉克苏维埃社会主义共和国国旗           | 1924年启用，左上角为国徽。                     |
|  | 1929                         | 塔吉克苏维埃社会主义自治共和国国旗       | 1929年2月23日启用，左上角为国徽。              |
|  | 1929-1931                    | 塔吉克苏维埃社会主义自治共和国国旗       |                                                |
|  | 1929年4月-1931年2月24日      | 塔吉克苏维埃社会主义自治共和国国旗       |                                                |
|  | 1931年2月24日-1935年7月4日   | 塔吉克苏维埃社会主义共和国国旗，拉丁字母 |                                                |
|  | 1935年7月4日-1936年5月26日   | 塔吉克苏维埃社会主义共和国国旗           | 拉丁字母                                       |
|  | 1936年5月26日-1938年         | 塔吉克苏维埃社会主义共和国国旗           | 拉丁字母和西里尔字母，带镰刀锤子               |
|  | 1938年-1940年9月28日         | 塔吉克苏维埃社会主义共和国国旗           | 拉丁字母和西里尔字母                           |
|  | 1940年9月28日-1953年         | 塔吉克苏维埃社会主义共和国国旗           | 只有西里尔字母                                 |
|  | 1953年4月20日-1991年9月9日   | 塔吉克苏维埃社会主义共和国国旗           | 唯一使用泛伊朗主义旗帜颜色的苏联加盟共和国国旗 |
|  | 1991年9月10日-1992年11月24日 | 塔吉克苏维埃社会主义共和国国旗           | 去掉镰刀锤子                                   |

## 国旗时间轴
|           |           |           |           |           |           |           |           |           |
| 1929–1931 | 1931–1935 | 1935–1936 | 1936–1938 | 1938–1940 | 1940–1953 | 1953–1991 | 1991–1992 | 1992-至今 |